# Charles S. Howard
Charles Steward Howard (Marietta, 28 febbraio 1877 – San Francisco, 6 giugno 1950) è stato un imprenditore statunitense.

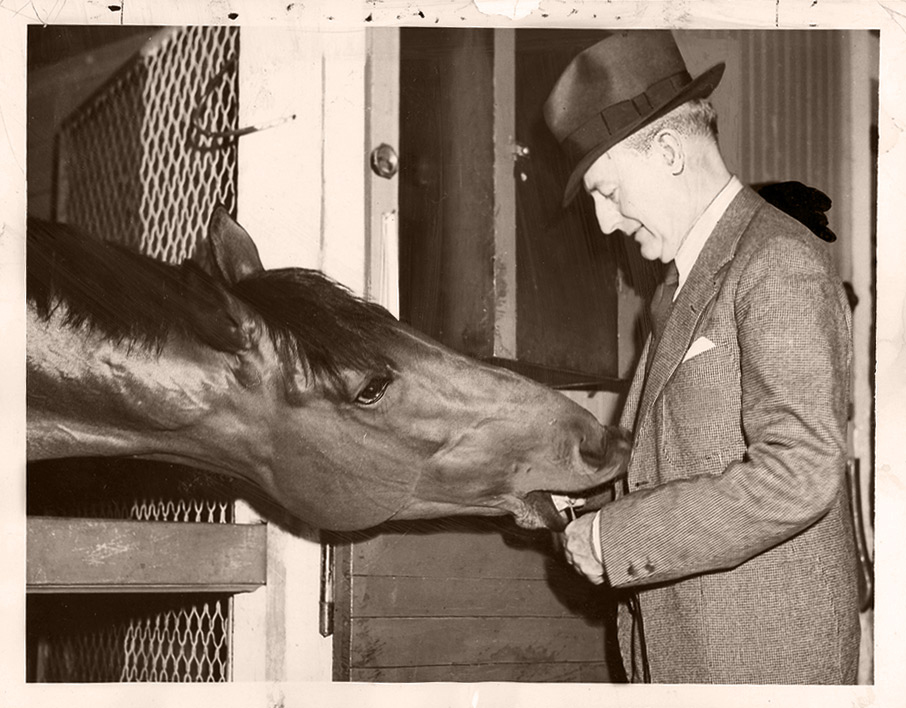
Charles S. Howard con Seabiscuit

In un momento in cui l'America subì una delle più tremende crisi dovuta alla Grande depressione, Charles S. Howard diventò famoso per essere stato il più grande rivenditore di Buick della General Motors Corporation degli inizi del XX secolo. Il suo nome balzò alle cronache soprattutto per essere stato il proprietario del leggendario cavallo da corsa Seabiscuit.

## Biografia

### Gli inizi
All'età di 18 anni, Charles S. Howard si arruolò nella cavalleria per partecipare alla Guerra ispano-americana. Pur non essendo mai sceso in battaglia, la sua formazione all'Alabama Camp Wheeler lo trasforma in un cavaliere qualificato e abile. Dopo il suo congedo, decise di entrare nel mercato della biciclette essendo un mezzo di trasporto promettente per le classi lavoratrici in quel periodo, diventando un riparatore di biciclette nella città di New York. Durante questo periodo si sposò ed ebbe due figli e all'età di 26 anni decise di partire per San Francisco con solo 21 centesimi in tasca, in cerca di successo nella costa occidentale degli Stati Uniti. Howard investì fino all'ultimo centesimo, nel corso del tempo, per aprire un negozio di riparazioni in questa città, ma ben presto le cose cambiarono. Nel corso degli anni infatti, si avvicendarono alla sua porta ricchi uomini d'affari che chiedevano il suo aiuto per poter riparare quelle costose e nuove vetture chiamate automobili. Per Howard fu un'occasione unica dato che questo nuovo mercato lo fece affacciare alla nuova industria dell'automobilismo. All'età di 28 anni si recò a Detroit per incontrare l'uomo d'affari William C. Durant, proprietario della Buick Automobili e futuro fondatore della General Motors. Dopo questo fortunato incontro, nello stesso anno, Howard diventò il responsabile della Buick franchising per la città di San Francisco.

### Il futuro dell'automobile
Il successo in questo nuovo e innovativo campo tardò ad arrivare. Nel 1906, San Francisco fu vittima di un terribile terremoto nel mese di aprile. Durante questo disastro, le operazioni di soccorso furono molto difficili dato che si utilizzavano carri trainati da cavalli che si spaventavano spesso a causa dei crolli e degli incendi che divampavano ovunque. Howard mise a disposizione delle forze di salvataggio alcune autovetture invendute che vennero trasformate nelle prime autoambulanze. Il suo gesto aiutò in maniera significativa i salvataggi dei superstiti e dei feriti che vennero trasportati con maggiore sicurezza e velocità presso le navi di soccorso ormeggiate nella baia della città. Dopo questo terribile evento, la fabbrica di Howard rimase vittima dell'incendio, ma invece di incassare le assicurazioni sulle automobili perdute, decise di investire ancora in questo nuovo mercato e con il premio assicurativo si diede ad una grande campagna pubblicitaria per far conoscere alla popolazione la grande prospettiva che questo nuovo modo di muoversi poteva dare. Il suo enorme successo di venditore derivò dalla grande capacità di Howard di usufruire del potere della pubblicità. Nel 1907, per poter arrivare alle cronache giornalistiche, si mise al volante di una Buick a due cilindri e iniziò un viaggio pubblicitario da San Francisco a Oakland impiegando cinque ore. In questo modo, l'industria automobilistica cominciò a destare l'interesse del pubblico, abituato a muoversi con i cavalli all'epoca e in un solo anno, Howard stabilì il numero di 85 autovetture vendute al prezzo di 1.000 dollari ciascuna.

Nel 1909, William C. Durant, grato del lavoro di Howard, gli diede la possibilità di controllare tutto il mercato e la distribuzione della zona occidentale degli Stati Uniti. Nel 1915, Durant, divenuto il capo della General Motors, si ritrovò in grave difficoltà finanziarie per aver esteso la propria attività attraverso troppe acquisizioni. Charles Howard gli prestò una cifra vicina ai 3.000.000 di dollari, con la quale la società GM ritrovò immediatamente la stabilità finanziaria. Nel 1920, i giornali affermarono che Charles S. Howard era il più grande rivenditore d'auto di tutti i tempi.

### La tragedia
Dal 1920, l'America era finalmente volta all'acquisto delle automobili e il governo federale spese milioni di dollari per la costruzione di strade. Nel 1921, Howard acquistò a Willits, Mendocino County, California, il Ridgewood Ranch, di 16000 ettari (65 km²) che utilizzò come seconda residenza e come centro di formazione per purosangue di razza, essendo quella dei cavalli da corsa un'altra sua grande passione. Howard fu colpito da una terribile tragedia nel 1926: suo figlio Frankie di quindici anni, si mise alla guida di un vecchio camioncino di proprietà del padre, ma durante il tragitto, per evitare una roccia, finì fuoristrada e venne schiacciato dal ribaltamento del mezzo. Dopo questo sfortunato evento, Howard costruisce il Frank R. Howard Memorial Hospital, a Willitt, California. Dopo la morte del ragazzo, il matrimonio di Howard naufragò e lui iniziò a viaggiare nel sud degli Stati Uniti, seguendo le corse dei cavalli.
Nel 1929, incontrò a Tijuana, Marcela Zabala, un'attrice di origine messicana, di 27 anni più giovane di lui. Con la giovane donna condivise la passione per i cavalli e nel 1932 i due convolarono a nozze. Nel 1934, Howard e il suo amico di lunga data, Bing Crosby, investirono del denaro insieme ad altri, per la costruzione del Santa Anita Park, uno dei migliori ippodromi della California, fuori Los Angeles.

### L'incontro con Seabiscuit
Nel mese di agosto del 1936, Howard e sua moglie Marcela, si recarono al Saratoga Race Course per osservare alcuni cavalli che gareggiavano. La loro attenzione venne attirata da un cavallo che nella sua carriera aveva vinto poco o niente. Howard era indeciso sull'acquisto dell'animale e anche la moglie era della stessa opinione, ritenendolo di scarso valore. Spinto dalla sua voglia di scommettere e dalla sensazione che sentiva dentro di sé, Howard, d'accordo con il suo allenatore Tom Smith, decise di acquistare lo stesso per una cifra di $ 8 000 quello che molti ritenevano un ronzino, utilizzato fino a quel momento in pista per preparare gli altri corridori. Il nome del cavallo era Seabiscuit.
Howard cominciò ad affezionarsi molto al suo nuovo cavallo e per questo motivo, si propose di farlo diventare il più grande campione di tutti i tempi. Si prodigò di farlo viaggiare per tutta la costa occidentale degli Stati Uniti e grazie alla preparazione del suo nuovo allenatore, Seabiscuit divenne una delle leggende americane. Nonostante la sua scuderia fosse fornita di altri campioni di razza come Kayak II, Hall of Fame e Noor, Howard investì molto a livello pubblicitario su Seabiscuit e le sue continue attenzioni verranno infine premiate. Spesso Howard cavalcava Seabiscuit in passeggiata nel suo ranch a Ridgewood.

### Gli ultimi anni
La mattina del 17 maggio del 1947, Marcela riferì a suo marito che, all'età di soli 14 anni, Seabiscuit era deceduto. Howard, nonostante fosse abituato alle cronache e alla mondanità, prese l'evento in un modo decisamente più privato, seppellendo lui stesso il suo adorato cavallo segretamente in una zona del suo ranch e piantando sul sito una quercia. Il posto in cui le spoglie di Seabiscuit riposano, è un segreto che Howard ha tramandato solo ai membri della sua famiglia.
Dopo questo ennesimo colpo, Charles S. Howard, che già da qualche anno era malato di cuore, morì per un attacco cardiaco all'età di 72 anni. Venne sepolto nel Cypress Lawn Memorial Park di Colma, California.
Nel 2003, Jeff Bridges interpretò Charles S. Howard nel film di Gary Ross "Seabiscuit - Un mito senza tempo".